# Виннер, Борис Иванович
Борис Иванович Виннер  (полное имя Бернард Эмиль Теодор Иоганович Виннер, 1837—1897) — русский предприниматель и промышленный деятель; генерал-майор артиллерии.

## Биография
Родился в Ревеле 20 августа 1837 года в семье офицера Русской императорской армии, чьи предки переселились из Германии.
Закончив Петербургское артиллерийское училище, в 1853—1855 годах принимал участие в Крымской войне. В 1856 году Виннер поступил в Михайловскую артиллерийскую академию, которую закончил в 1858 году. После этого стал членом Комиссии по реконструкции казенного Охтинского порохового завода. В течение трёх лет изучал пороховое производство за границей — в Бельгии, Германии, Франции.
Б. И. Виннер был членом Русского технического общества. В 1871 и 1873 годах делал здесь доклады «О сере и селитре»; в
1874 году — «О приготовлении пороха по применному способу теплого прессования». В 1868 году он начал работать над «Очерком состояния порохового производства в России, важнейшие вопросы связанные с обеспечением обороноспособности страны», в 1867 году опубликовал работу «Записка о значении селитряного промысла в России».
В 1870 году Борис Иванович Виннер участвовал в реконструкции Казанского порохового завода. В этом городе познакомился с Екатериной Ивановной Метальниковой, урожденной Фатьяновой, которая после смерти своего мужа — Метальникова Ивана Михайловича – переехала в Казань в связи с необходимостью обучения детей. В 1883 году Виннер женился на Екатерине Ивановне, и в 1887 году они переехали в Санкт-Петербург.

### Частный пороховой завод
Когда в 1876 году российский император Александр I утвердил Постановление Государственного совета «Об устройстве частных пороховых заводов в Российской Империи», то на следующий год Виннер основал первый частный пороховой завод Российской империи в селе Никольское Шлиссельбургского уезда Петербургской губернии (ныне город Никольское в Тосненском районе Ленинградской области). Назвал он его в честь жены — Екатерининский пороховой завод Б. И. Виннера. В 1896 году он открыл цеха по производству динамита, на которых вырабатывалась бо́льшая часть российского динамита. В лаборатории Екатерининского завода проводились исследования и эксперименты, связанные с производством динамита. Б. И. Виннеру принадлежало ряд изобретений в области порохового производства, которые были высоко оценены на российских и заграничных выставках. К середине 1890-х годов пороховой завод Виннера Б. И. имел отделения в Нижнем Тагиле, Тифлисе, Юзовке и в Кривом Роге. Он создал собственную торговую сеть складов и магазинов по продаже взрывчатых веществ. 
Умер Б. И. Виннер 27 января 1897 года в Санкт-Петербурге. По завещанию все права на пороховой завод перешли его жене — Екатерине Ивановне, по инициативе которой завод был преобразован в «Акционерное общество „Б.И. Виннер“ для выделки и продажи пороха, динамита и других взрывчатых веществ». В числе акционеров были её дети от первого брака — Дмитрий и Николай, а также Эммануэль и Людвиг Нобель — отец и брат Альфреда Нобеля. В 1917 году, после Октябрьской революции, завод был национализирован.

### Собственность в Крыму
Имея значительное состояние, в 1896 году Борис Иванович Виннер приобрел на Южном берегу Крыма имение в Артеке, ранее принадлежавшее Николаю Андреевичу фон Гартвису — второму директору Императорского Никитского сада. В Артеке его имя носит парк. Также Виннеру принадлежало имение «Партенит» с  виноградниками, заводом и винными подвалами, которое после его смерти перешло его жене.
- Активы Б. И. Виннера